# Lasiancistrus castelnaui
Lasiancistrus castelnaui es una especie de pez de la familia Loricariidae en el orden de los Siluriformes.

## Morfología
Los machos pueden llegar alcanzar los 10,6 cm de longitud total.

## Distribución geográfica
Se encuentran en Sudamérica: cuenca del río Ucayali (Perú ).